# راجر کریستین (فیلمساز)
راجر کریستین (به انگلیسی: Roger Christian) (زاده ۲۵ فوریه ۱۹۴۴) کارگردان انگلیسی است.
از فیلم‌های معروف او می‌توان به کارگردانی در فیلم میدان نبرد زمین (۲۰۰۰) اشاره کرد.